# Frank Lapidus
Frank Lapidus egy fiktív szereplő a Lost c. televíziós sorozatban. Szerepét Jeff Fahey alakítja.
|  | Alább a cselekmény részletei következnek! |

## Életrajz

### A szigetre kerülés előtt
Frank Lapidus Bronxból, New Yorkból származik. Ő volt az Oceanic Airlines 815-ös járatának eredeti pilótája, de ismeretlen okok miatt mégsem ő, hanem Seth Norris szállt fel a géppel. A Bahamákon dolgozott, mikor a Szunda-árokban megtalálták a 815-ös álroncsát. Mikor az állítólagos pilóta holttestét mutatták, annak jegygyűrűjének hiányából rájött, hogy az nem a valódi gép. 
A Kahanán Frank vitába keveredett Naomival, aki ragaszkodott ahhoz, hogy ő menjen elsőként a szigetre. Ezután elbeszélgetett a fedélzeten álldogáló „Kevin Johnsonnal” arról, hogy szerinte a megtalált gép nem igazi, és hogy mekkora dolog lenne, ha találnának túlélőket. Elárulta, hogy azért csatlakozott a legénységhez, mert annak szervezője, Charles Widmore az egyetlen, aki hisz neki.

### A szigeten
Frank egy helikopterrel a szigetre szállította a hajó tudományos csapatát: Charlotte-ot, Milest és Danielt. Az elektronika meghibásodása miatt a gép irányíthatatlanná vált, így a csapatnak ki kellett ugrania. Frank a gépet még sikeresen le tudta tenni, közben viszont megsérült és elvesztette eszméletét. Mikor magához tért, egy tehenet látott a Láng állomásról. Mivel GPS-adója elromlott, jelzőpisztollyal adta tudtára a többieknek, hol van. Miután Jackék megtalálták, és Juliet ellátta, megkérdezte tőle a nevét. Annak elhangzása után Frank rájött, a nő nem ült a gépen, így egy közülük. 
Sayid elment a Locke fogságába esett Charlotte-ért, de csak azzal a feltételle, hogy a pilóta utána elviszi a hajójukra. Frank ebbe beleegyezett, ezért az iraki elindult Locke táborába. Amíg visszatérését várták, Daniel kísérletezni kezdett; a pilóta elmondása szerint folyton ilyeneket csinál. Desmond összeütközésbe keveredett Frankkel, amikor a Naominál lévő, őt és Pennyt ábrázoló fényképről kérdezte; Lapidus azt állította, erről nem tud semmit. Sayid és Charlotte visszatérése után Frank elszállította Desmondot, Sayidot és Naomi testét a Kahanára, de Daniel megígértette vele, azon az irányon marad, amelyiken ők jöttek.
A hajóra való visszatérés közben viharba kerültek, mert követte a fizikus utasítását. Miután leszálltak, megjelent Martin Keamy és Omar, és megkérdezték, kik ezek. Mikor Frank elárulta, hogy a 815-ös túlélői, a zsoldosok ráripakodtak, hogy merte őket idehozni. Ezután Frank „elcserélte” a műholdas telefont Sayid fegyverére. Később bevitte a készüléket a gyengélkedőn tartózkodó Desmondnak, mert Daniel beszélni akart vele. A doktor riasztására megjelentek Keamyék, elvették a telefont, és közölték Frankkel, hogy a kapitány várja. 
Következő éjszaka Keamy figyelmeztette, hogy ne késsen el, mire a pilóta biztosította, hogy ott lesz. Ezután bement Desmondékhoz, és vitt nekik babot. Utána Frank elszállította a zsoldosokat a szigetre.
A Barakkok ostroma és a füst támadása után a zsoldosok visszavonultak a helikopterhez. Frank előttük ment, így tudott szólni az útjába kerülő Sawyernek, Claire-nek, Aaronnak és Milesnak, hogy bújjanak el, mert ha Keamy meglátja őket, végez velük. Rejtekhelyükhöz érve Keamy megállt, és gyanakodva nézett körbe, a pilóta segítségével azonban mégsem fedezte fel őket.
Másnap Frank visszaszállította a fegyvereseket a hajóra. Később segített Michaelnek kiszabadulni, és megkérdezte tőle, miért nem mondta, hogy az Oceanic Flight 815 túlélője, hiszen valószínűleg ő az egyetlen, aki hitt volna neki. A  férfi válaszára, miszerint Charles Widmore rakatta az álroncsot az óceán mélyére, csak annyit mondott, hogy most már nem ő a fő-összeesküvésgyártó. Michael figyelmeztette, hogy ha visszaviszi Keamyékaet a szigetre, azok mindenkit megölnek. Miután elhagyta a helyiséget, meglátta, amint Omar és Keamy valamit utóbbi karjára erősítettek.
Éjszaka a zsoldosok megkezdték a szigetre való visszatérés előkészületeit. Frank szembeszegült Keamyvel, és azt mondta, őt tudósok szállítására bérelték fel. A pilóta némileg biztonságban érezte magát, hiszen ő volt az egyetlen helikoptervezető a hajón. Keamy válaszul elvágta az egyetlen orvos nyakát, és holttestét a vízbe dobta. Ekkor megjelent a kapitány, Keamy fegyverével a kezében, melyet ő adott oda neki megjavítani. Mikor Gault meglátta a zsoldosvezér karján levő eszközt, figyelme alábbhagyott, ezt kihasználva a zsoldos lelőtte. Frank enyhén sokkos állapotban visszavitte a fegyvereseket. A túlélők parti tábora fölött elhaladva kidobta az egyik műholdas telefont, így azok tudták, hol tartózkodnak a hajósok.
Frank öt kilométerre szállt le az Orchidea állomástól. Keamy odabilincselte a helikopterhez. Valamivel később Jack és Sawyer rátaláltak és kiszabadították. Kate-tel, Hurleyvel, Jackkel, Sawyerrel és Sayiddal a fedélzetén Frank felszállt a géppel. Csakhogy a zsoldosok és a Többiek közti összecsapásban a tank megsérült, és hogy eljussanak a hajóig, Sawyer kiugrott. A Kahanán újratankolt, felvette Sunt, Desmondot és Aaront, és még a hajó felrobbanása előtt elhagyta azt.
Mivel Ben és Locke elmozgatták a szigetet, Frank nem tudott hova leszállni az üzemanyag elfogyta után, így az óceánba csapódtak. A mentőcsónakban hánykolódtak, amíg Penny hajója, a Searcher fel nem vette őket.

### A szigetről való kijutás után
Egy héttel ezek után Jackék beszálltak a mentőcsónakba, és elhajóztak Sumba szigetére. Búcsúzásukkor az orvos viccesen azt mondta, reméli, sohase látja többé a pilótát. Frank a hajón maradt Pennyvel és Desmonddal.
|  | Itt a vége a cselekmény részletezésének! |